# Prionapterus travassosi
Prionapterus travassosi är en skalbaggsart som beskrevs av Lane 1938. Prionapterus travassosi ingår i släktet Prionapterus och familjen långhorningar. Inga underarter finns listade i Catalogue of Life.